# أيمن أوهاتي
أيمن أوهاتي (مواليد 15 يناير 2000) هو لاعب كرة قدم مغربي يلعب في خط الوسط في نادي المرخية القطري.

## روابط خارجية
- أيمن أوهاتي على موقع Soccerway.com (الإنجليزية)